# 劉易斯鎊
劉易斯鎊（英語：Lewes Pound），是一種在英格蘭東薩塞克斯郡劉易斯區劉易斯使用的區域貨幣。劉易斯是受到英格蘭西南部德文郡南哈姆斯區的一個小鎮托特尼斯（Totnes）影響，而發行其區域貨幣。